# Касјаненко No.5
Касјаненко No.5 (рус. Касяненко No.5) је руски ловачки авион. Први лет авиона је извршен 1917. године. 

Био је наоружан са једним митраљезом калибра 7,7 mm.

## Наоружање
| Наоружање авиона: Касјаненко   |     |
| Ватрено (стрељачко) наоружање  |     |
| Топ                            |     |
| Митраљез                       |     |
| Број и ознака митраљеза        | 1   |
| Калибар                        | 7,7 |
| Бомбардерско наоружање (бомбе) |     |
| Ракетно наоружање (ракете)     |     |